# Josh Kelley

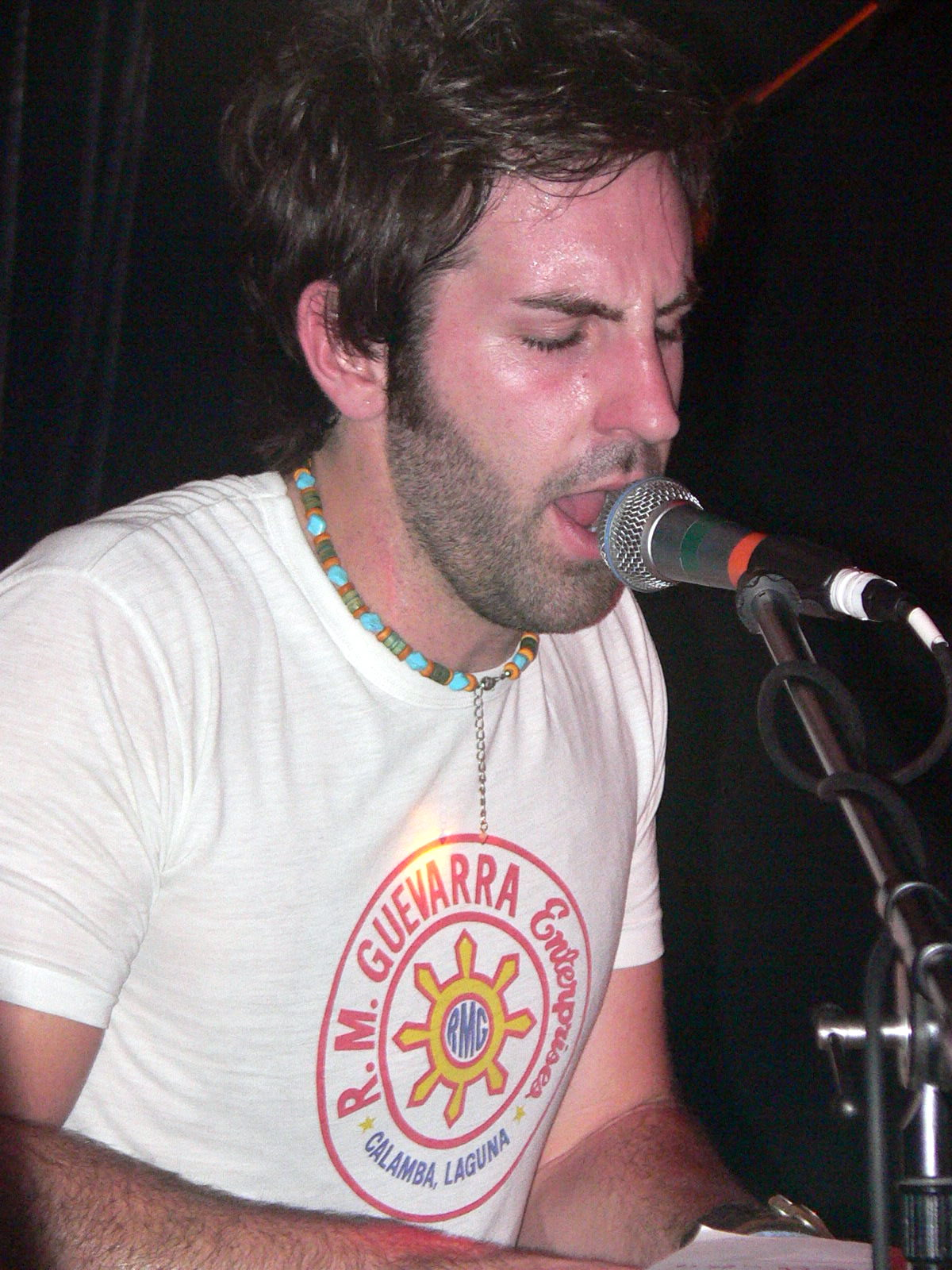
Josh Kelley (2007)

Joshua „Josh“ Bishop Kelley (* 30. Januar 1980 in Augusta, Georgia) ist ein US-amerikanischer Sänger und Songwriter.

## Leben
Joshua „Josh“ Kelley wuchs in Augusta, Georgia auf und besuchte später die University of Mississippi in Oxford, Mississippi. Er ist Mitglied der Studentenverbindung Kappa Sigma Fraternity. Seine musikalische Karriere begann er bereits im Alter von elf Jahren als er, zusammen mit seinem jüngeren Bruder Charles, die Band Inside Blue gründete. Josh war unter anderem schon mit Third Eye Blind, Toby Lightman und den Counting Crows auf Tour. Anfang 2008 erschien sein viertes Album Special Company. Des Weiteren war er bereits an zahlreichen Soundtracks beteiligt, u. a. für Cinderella Story, Die Super-Ex und 27 Dresses.
Seit dem 23. Dezember 2007 ist Kelley mit der Schauspielerin Katherine Heigl verheiratet. Im September 2009 adoptierte das Paar ein Mädchen aus Korea. Im April 2012 wurde bekannt, dass sie noch ein weiteres Kind adoptiert haben. Am 20. Dezember 2016 kam der leibliche Sohn der beiden zur Welt.

## Diskografie

### Alben
| Jahr | Titel             | Höchstplatzierung, Gesamtwochen, AuszeichnungChartplatzierungen (Jahr, Titel, Platzierungen, Wochen, Auszeichnungen, Anmerkungen) | Höchstplatzierung, Gesamtwochen, AuszeichnungChartplatzierungen (Jahr, Titel, Platzierungen, Wochen, Auszeichnungen, Anmerkungen) | Anmerkungen |
| Jahr | Titel             | US | Country | Anmerkungen |
| ---- | ----------------- | --- | --- | ----------- |
| 2003 | For the Ride Home | US159 (11 Wo.)US | — |             |
| 2005 | Almost Honest     | US114 (1 Wo.)US | — |             |
| 2011 | Georgia Clay      | US92 (1 Wo.)US | Country16 (11 Wo.)Country |             |
| 2016 | New Lane Road     | — | Country29 (1 Wo.)Country |             |

Weitere Veröffentlichungen
- 2006: Just Say the Word
- 2008: Special Company
- 2008: Backwoods
- 2008: To Remember

### EPs
- 2005: Josh Kelley Live Session EP
- 2010: Georgia Clay

### Singles
| Jahr | Titel Album                 | Höchstplatzierung, Gesamtwochen, AuszeichnungChartplatzierungen (Jahr, Titel, Album, Platzierungen, Wochen, Auszeichnungen, Anmerkungen) | Höchstplatzierung, Gesamtwochen, AuszeichnungChartplatzierungen (Jahr, Titel, Album, Platzierungen, Wochen, Auszeichnungen, Anmerkungen) | Anmerkungen |
| Jahr | Titel Album                 | US | Country | Anmerkungen |
| ---- | --------------------------- | --- | --- | ----------- |
| 2003 | Amazing For the Ride Home   | US79 (20 Wo.)US | — |             |
| 2010 | Georgia Clay                | US87 (3 Wo.)US | Country17 (33 Wo.)Country |             |
| 2011 | Gone Like That Georgia Clay | — | Country53 (9 Wo.)Country |             |

Weitere Veröffentlichungen
- 2004: Everybody Wants You
- 2005: Only You
- 2005: Almost Honest
- 2006: Get with It
- 2006: Pop Game
- 2006: Just Say the Word
- 2008: Unfair
- 2009: To Remember
- 2014: Mandolin Rain

### Gastbeiträge
- 2017: Young Americans (mit Colt Ford & Charles Kelley)